# Olios
Genre
Synonymes
- Pelmopoda Karsch, 1879
- Nisueta Simon, 1880
- Nonianus Simon, 1885

Olios est un genre d'araignées aranéomorphes de la famille des Sparassidae.

## Distribution
Les espèces de ce genre se rencontrent sur tous les continents en climats tempérés ou tropicaux.

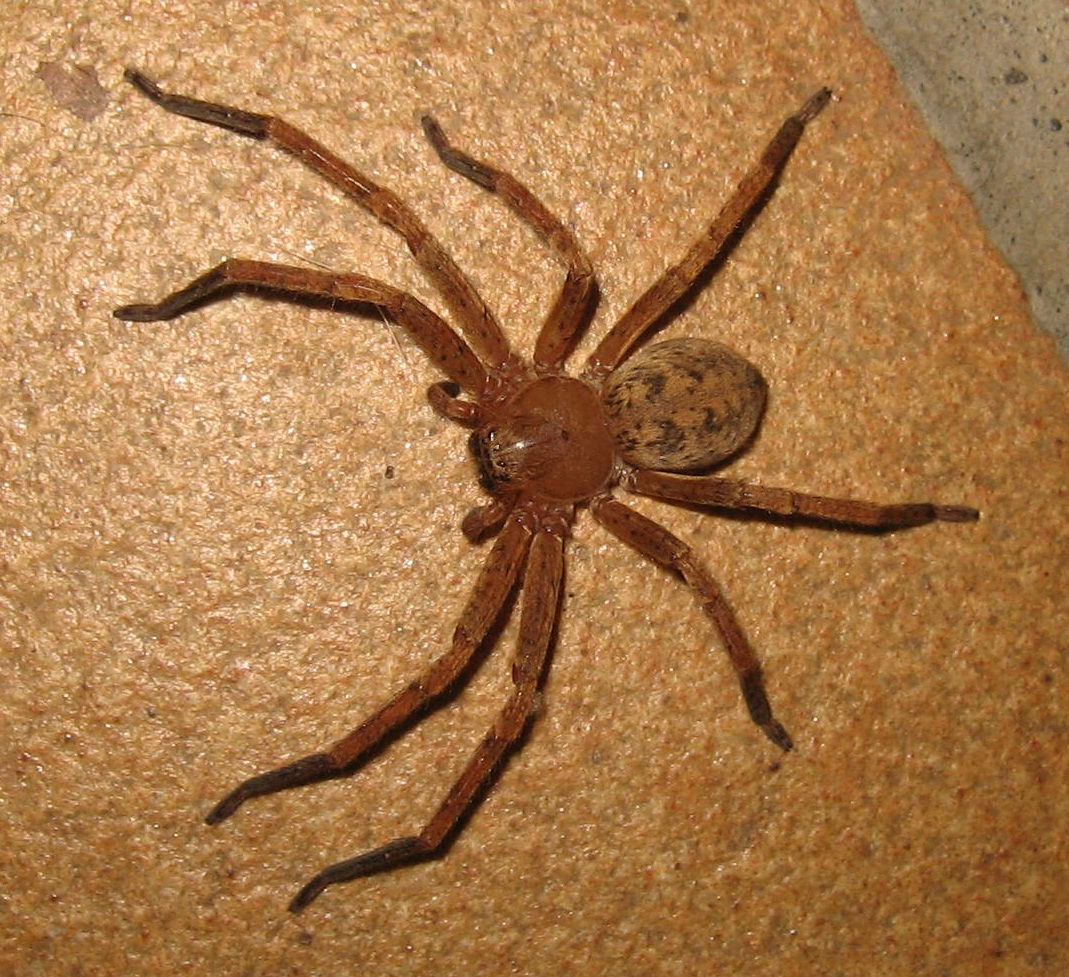
Olios argelasius

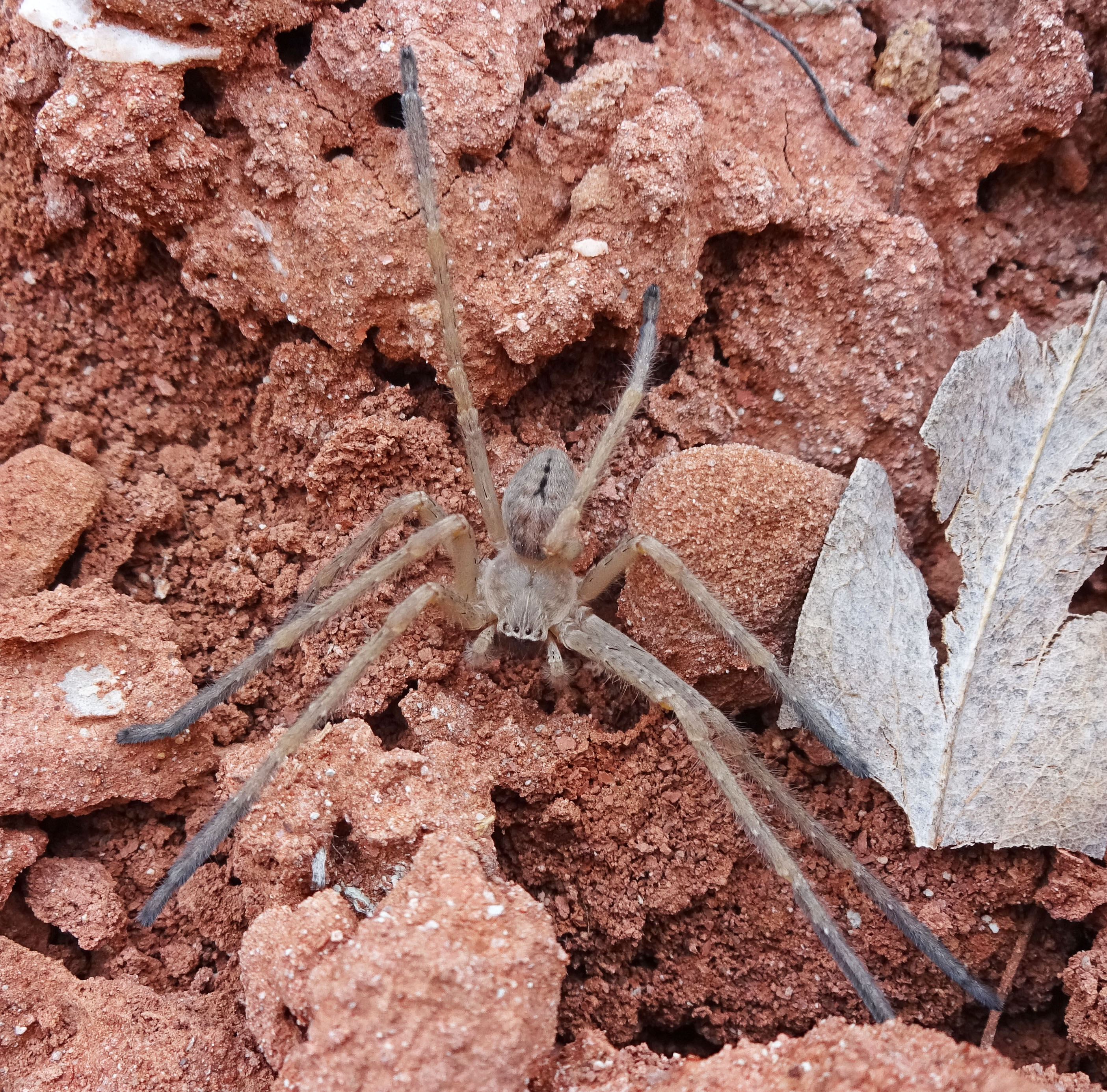
Olios giganteus

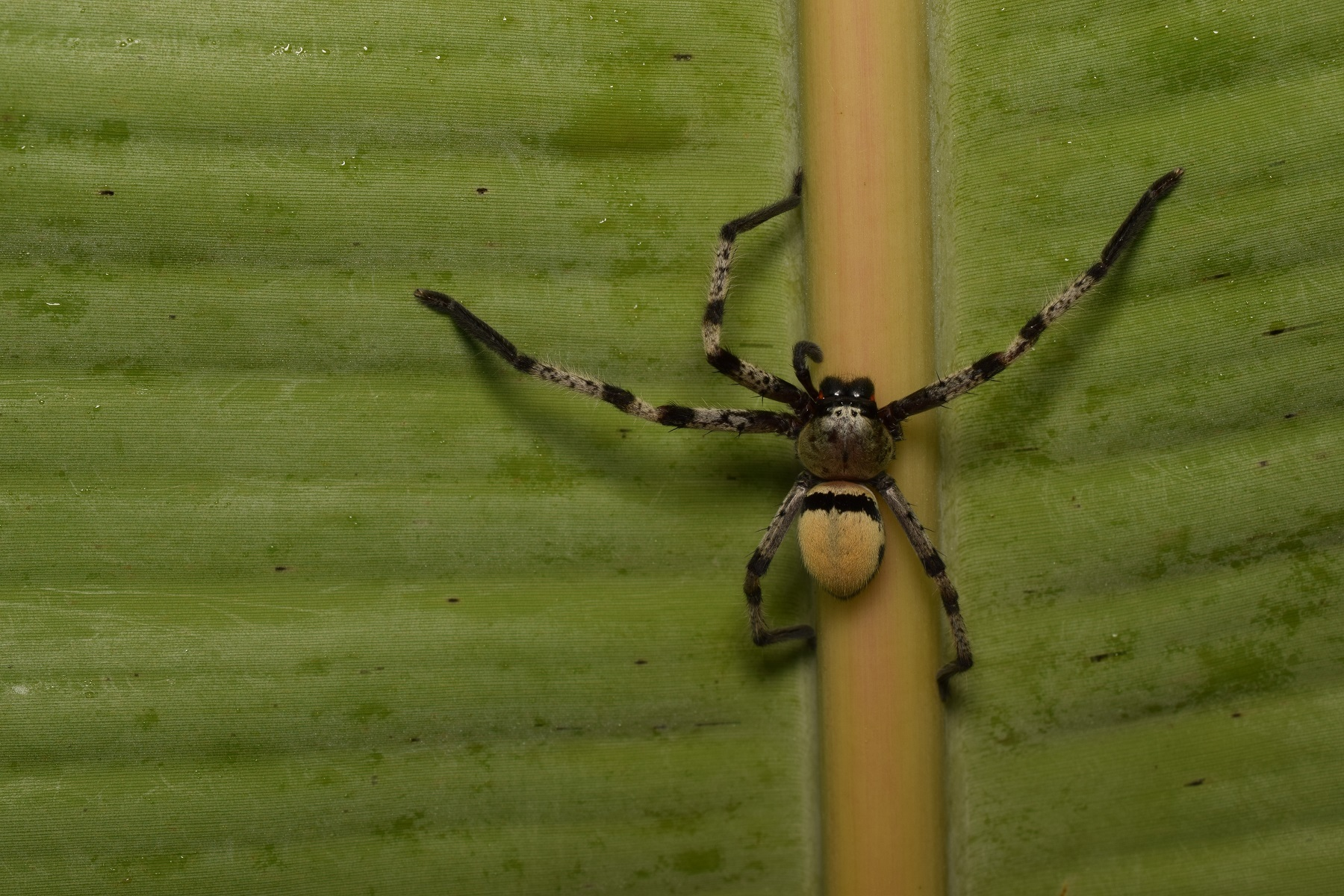
Olios lamarcki

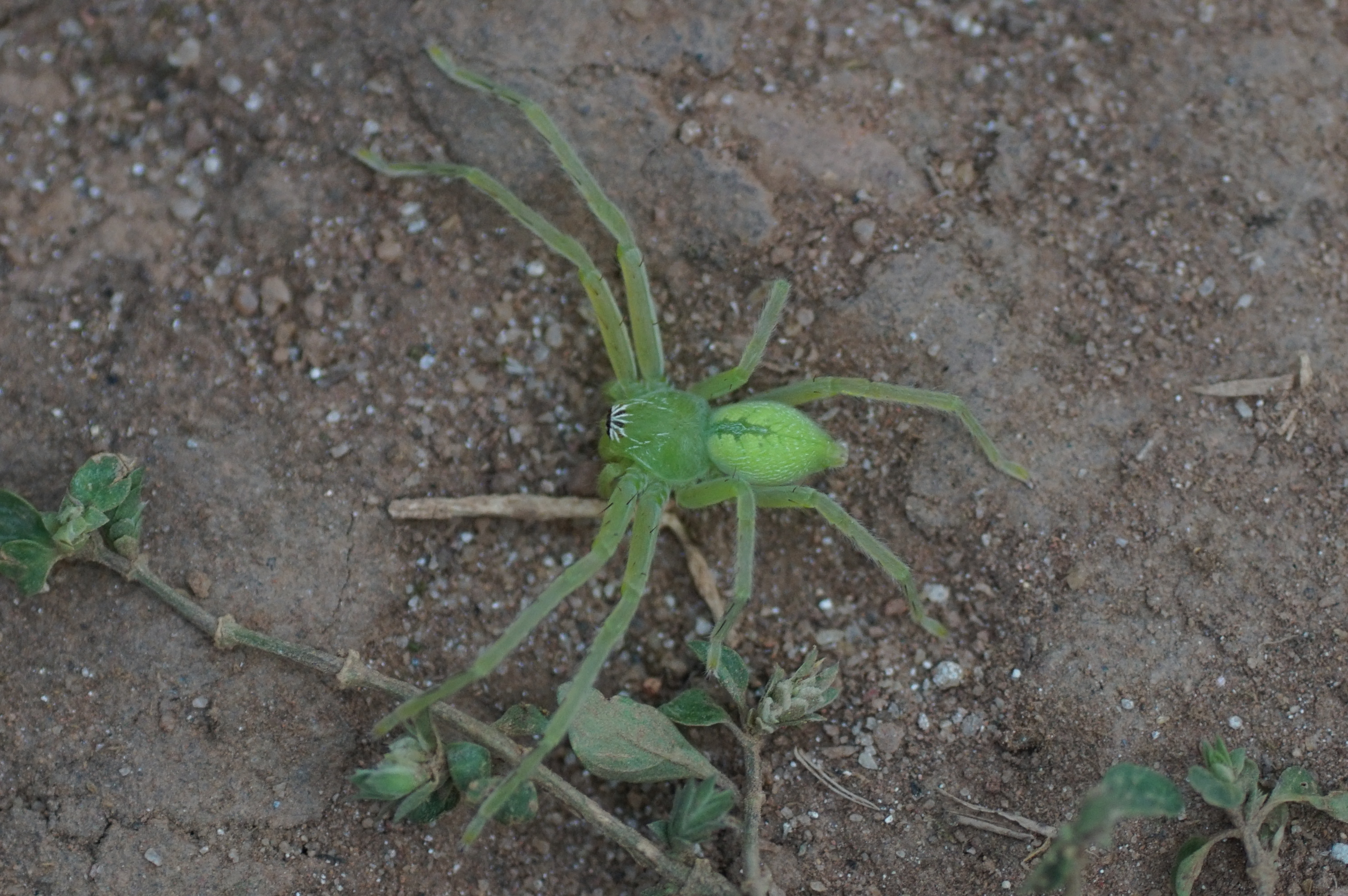
Olios milleti

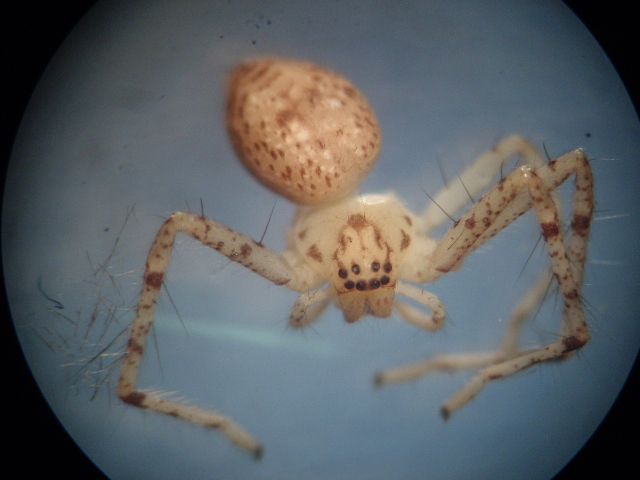
Olios tener

## Liste des espèces
Selon World Spider Catalog (version 26, 23/07/2025) :
- Olios acolastus (Thorell, 1890)
- Olios acostae Schenkel, 1953
- Olios actaeon (Pocock, 1898)
- Olios admiratus (Pocock, 1901)
- Olios alluaudi Simon, 1887
- Olios angolensis Jäger, 2020
- Olios argelasius (Walckenaer, 1806)
- Olios artemis Hogg, 1916
- Olios atomarius Simon, 1880
- Olios attractus Petrunkevitch, 1911
- Olios aurantiacus Mello-Leitão, 1918
- Olios auricomis (Simon, 1880)
- Olios batesi (Pocock, 1900)
- Olios baulnyi (Simon, 1874)
- Olios benitensis (Pocock, 1900)
- Olios berlandi Roewer, 1951
- Olios bhattacharjeei (Saha & Raychaudhuri, 2007)
- Olios bhavnagarensis Sethi & Tikader, 1988
- Olios biarmatus Lessert, 1925
- Olios biprocessus Hu, Zhang & Liu, 2025
- Olios brachycephalus Lawrence, 1938
- Olios bungarensis Strand, 1913
- Olios canalae Berland, 1924
- Olios canariensis (Lucas, 1838)
- Olios caprinus Mello-Leitão, 1918
- Olios chelifer Lawrence, 1937
- Olios chubbi Lessert, 1923
- Olios clarus (Keyserling, 1880)
- Olios claviger (Pocock, 1901)
- Olios coccineiventris (Simon, 1880)
- Olios coenobita Fage, 1926
- Olios correvoni Lessert, 1921
- Olios crassus (Banks, 1909)
- Olios croseiceps (Pocock, 1898)
- Olios darlingi (Pocock, 1901)
- Olios debalae (Biswas & Roy, 2005)
- Olios debilipes Mello-Leitão, 1945
- Olios denticulus Jäger, 2020
- Olios diao Jäger, 2012
- Olios digitatus Sun, Li & Zhang, 2011
- Olios discolorichelis Caporiacco, 1947
- Olios durlaviae Biswas & Raychaudhuri, 2005
- Olios erraticus Fage, 1926
- Olios erroneus O. Pickard-Cambridge, 1890
- Olios extensus Berland, 1924
- Olios faesi Lessert, 1933
- Olios fasciculatus Simon, 1880
- Olios fasciiventris Simon, 1880
- Olios feldmanni Strand, 1915
- Olios ferox (Thorell, 1892)
- Olios fimbriatus Chrysanthus, 1965
- Olios flavens Nicolet, 1849
- Olios floweri Lessert, 1921
- Olios fonticola (Pocock, 1902)
- Olios francoisi (Simon, 1898)
- Olios freyi Lessert, 1929
- Olios fulvithorax Berland, 1924
- Olios galapagoensis Banks, 1902
- Olios gambiensis Jäger, 2020
- Olios gaujoni (Simon, 1897)
- Olios gentilis (Karsch, 1879)
- Olios giganteus Keyserling, 1884
- Olios gravelyi Sethi & Tikader, 1988
- Olios greeni (Pocock, 1901)
- Olios hampsoni (Pocock, 1901)
- Olios hirtus (Karsch, 1879)
- Olios hoplites Caporiacco, 1941
- Olios humboldtianus Berland, 1924
- Olios igraya (Barrion & Litsinger, 1995)
- Olios inaequipes (Simon, 1890)
- Olios insignifer Chrysanthus, 1965
- Olios insulanus (Thorell, 1881)
- Olios jaenicke Jäger, 2012
- Olios jaldaparaensis Saha & Raychaudhuri, 2007
- Olios japonicus Jäger & Ono, 2000
- Olios kassenjicola Strand, 1916
- Olios kiranae Sethi & Tikader, 1988
- Olios kolosvaryi (Caporiacco, 1947)
- Olios kruegeri (Simon, 1897)
- Olios kunzi Jäger, 2020
- Olios lacticolor Lawrence, 1952
- Olios lamarcki (Latreille, 1806)
- Olios lepidus Vellard, 1924
- Olios lincangensis Hu, Zhang & Liu, 2025
- Olios longipedatus Roewer, 1951
- Olios longipes (Simon, 1884)
- Olios lucieni Jäger, 2020
- Olios lutescens (Thorell, 1894)
- Olios machadoi Lawrence, 1952
- Olios macroepigynus Soares, 1944
- Olios maculatus (Blackwall, 1862)
- Olios mahabangkawitus Barrion & Litsinger, 1995
- Olios marshalli (Pocock, 1898)
- Olios menghaiensis (Wang & Zhang, 1990)
- Olios milleti (Pocock, 1901)
- Olios minensis (Mello-Leitão, 1917)
- Olios monticola Berland, 1924
- Olios mordax (O. Pickard-Cambridge, 1899)
- Olios muang Jäger & Praxaysombath, 2009
- Olios mutabilis Mello-Leitão, 1917
- Olios mygalinus Doleschall, 1857
- Olios nanningensis (Hu & Ru, 1988)
- Olios nentwigi Jäger, 2020
- Olios neocaledonicus Berland, 1924
- Olios nigrifrons (Simon, 1897)
- Olios nigriventris Taczanowski, 1872
- Olios oberzelleri Kritscher, 1966
- Olios obesulus (Pocock, 1901)
- Olios obscurus (Keyserling, 1880)
- Olios obtusus (F. O. Pickard-Cambridge, 1900)
- Olios oubatchensis Berland, 1924
- Olios paraensis (Keyserling, 1880)
- Olios pellucidus (Keyserling, 1880)
- Olios perezi Barrion & Litsinger, 1995
- Olios peruvianus Roewer, 1951
- Olios pictus (Simon, 1885)
- Olios plumipes Mello-Leitão, 1937
- Olios princeps Hogg, 1914
- Olios pulchripes (Thorell, 1899)
- Olios punctipes Simon, 1884
- Olios punjabensis Dyal, 1935
- Olios pusillus Simon, 1880
- Olios pyrozonis (Pocock, 1901)
- Olios quadrispilotus (Simon, 1880)
- Olios roeweri Caporiacco, 1955
- Olios rossettii (Leardi, 1901)
- Olios rotundiceps (Pocock, 1901)
- Olios rubripes Taczanowski, 1872
- Olios rubriventris (Thorell, 1881)
- Olios ruwenzoricus Strand, 1913
- Olios scalptor Jäger & Ono, 2001
- Olios senilis Simon, 1880
- Olios sericeus (Kroneberg, 1875)
- Olios sherwoodi Lessert, 1929
- Olios similis (O. Pickard-Cambridge, 1890)
- Olios simoni (O. Pickard-Cambridge, 1890)
- Olios sjostedti Lessert, 1921
- Olios skwarrae (Roewer, 1933)
- Olios somalicus Caporiacco, 1940
- Olios spinipalpis (Pocock, 1901)
- Olios stictopus (Pocock, 1898)
- Olios stimulator (Simon, 1897)
- Olios strandi Kolosváry, 1934
- Olios suavis (O. Pickard-Cambridge, 1876)
- Olios subadultus Mello-Leitão, 1930
- Olios sulphuratus (Thorell, 1899)
- Olios sungaya (Barrion & Litsinger, 1995)
- Olios suung Jäger, 2012
- Olios sylvaticus (Blackwall, 1862)
- Olios tamerlani Roewer, 1951
- Olios taprobanicus Strand, 1913
- Olios tarandus (Simon, 1897)
- Olios tener (Thorell, 1891)
- Olios tiantongensis (Zhang & Kim, 1996)
- Olios tigrinus (Keyserling, 1880)
- Olios tikaderi Kundu, Biswas & Raychaudhuri, 1999
- Olios triarmatus Lessert, 1936
- Olios trifurcatus (Pocock, 1900)
- Olios uniprocessus Hu, Zhang & Liu, 2025
- Olios ventrosus Nicolet, 1849
- Olios vitiosus Vellard, 1924
- Olios wroughtoni (Simon, 1897)
- Olios yucatanus Chamberlin, 1925
- Olios zulu Simon, 1880

## Systématique et taxinomie
Ce genre a été décrit par Walckenaer en 1837.
Pelmopoda a été placé en synonymie par Roewer en 1955.
Nisueta et Nonianus ont été placés en synonymie par Jäger en 2020.

## Publication originale
- Walckenaer, 1837 : Histoire naturelle des insectes. Aptères. Paris, vol. 1, p. 1-682 (texte intégral).